# Karl von und zu Gilsa (General, 1820)
Karl Lewin Leopold Freiherr von und zu Gilsa (* 20. November 1820 in Aschersleben; † 23. Januar 1883 in Berlin) war ein preußischer Generalleutnant.

## Leben

### Herkunft
Er entstammte dem althessischen Adelsgeschlecht von und zu Gilsa und war der Sohn des Heinrich von und zu Gilsa (1785–1826) und dessen Ehefrau Amalie, geborene von Thadden (1792–1847), Tochter des Generalleutnants Johann Leopold von Thadden. Sein Vater war Rittmeister und Eskadronchef im 10. Husaren-Regiment in Aschersleben.

### Militärkarriere
Gilsa wurde am 15. August 1838 aus dem Kadettenkorps als Sekondeleutnant dem 26. Infanterie-Regiment überwiesen. 1849 nahm er am Feldzug in Baden teil. Von 1. Dezember 1850 bis Ende März 1851 war er Adjutant der mobilen 13. Infanterie-Division, von 6. Dezember 1851 bis 3. Mai 1852 Adjutant der 7. Landwehr-Brigade, und von 3. Mai 1852 bis 11. August 1857 Adjutant der 13. Infanterie-Brigade. Am 15. Juni 1852 zum Premierleutnant und am 8. Mai 1855 zum Hauptmann befördert, wurde er am 11. August 1857 zum Kompaniechef ernannt.
Nachdem er am 22. Juli 1858 zum 9. Infanterie-Regiment versetzt worden war, wurde er mit einem Patent vom 22. Juli 1852 Adjutant beim Generalkommando des VII. Armee-Korps. Am 14. Juni 1859 wurde er überzähliger Major und am 20. September 1859 unter Entbindung von seinem Kommando als Kommandeur zum I. Bataillon (im pommerschen Conitz) des 21. Landwehr-Regiments versetzt sowie am 1. Juli 1860 als Bataillonskommandeur in das 21. kombinierte, später 8. Pommersche Infanterie-Regiment Nr. 61 versetzt, und am 7. Oktober 1862 unter Stellung à la suite des Regiments zum Kommandeur des II. Bataillons des Herzoglich Sachsen-Altenburgischen Füsilier-Regiments ernannt. Am 25. Juni 1864 wurde Gilsa Oberstleutnant.
1866 nahm Gilsa am Feldzug gegen Bayern teil. Am 30. Oktober 1866 wurde er zum Kommandeur des 6. Westfälischen Infanterie-Regiments Nr. 55 und am 30. September 1866 zum Oberst ernannt. Nach drei Jahren und sieben Tagen Dienstzeit wurde er am 7. November 1869 in gleicher Eigenschaft in das 1. Oberschlesische Infanterie-Regiment Nr. 22 versetzt. Mit Beginn des Krieges gegen Frankreich wurde Gilsa Kommandeur der mobilen Posener Landwehr-Brigade bei der 3. Reserve-Division unter Generalleutnant Kummer. In dieser Stellung nahm er an den Belagerungen von Metz und Longwy, der Schlacht von Noisseville sowie den Kämpfen bei Rupigny teil. Dafür wurde Gilsa mit dem Eisernen Kreuz II. Klasse ausgezeichnet.
Am 20. März 1871 wurde er unter Stellung à la suite des Regiments zum Kommandeur der 6. Infanterie-Brigade ernannt und am 18. August 1871 zum Generalmajor befördert. Mit der Versetzung zu den Offizieren von der Armee erfolgte am 21. September 1876 seine Beförderung zum Generalleutnant unter gleichzeitiger Kommandierung nach Magdeburg zur Vertretung des beurlaubten Kommandeurs der 7. Division. Unter Belassung in seiner Stellung wurde Gilsa am 24. Juli 1877 von diesem Kommando entbunden und am 3. Januar 1878 unter Verleihung des Sterns zum Roten Adlerordens mit Eichenlaub und mit Pension zur Disposition gestellt. Nach seiner Verabschiedung erhielt er Mitte Mai 1883 das Großkreuz mit Schwertern des Ordens Heinrichs des Löwen.

### Familie
Er heiratete am 5. Oktober 1847 Agnes Scherbending (1825–1901). Das Paar hatte die Tochter Agnes (* 1852).